# Spatalla confusa
Spatalla confusa är en tvåhjärtbladig växtart som först beskrevs av Henry Phillips, och fick sitt nu gällande namn av Rourke. Spatalla confusa ingår i släktet Spatalla och familjen Proteaceae. Inga underarter finns listade i Catalogue of Life.